# スタート・アニュー
「スタート・アニュー」(Start Anew)は、アメリカ合衆国のシンガーソングライター、ジャネット・ジャクソンが1985年に日本限定でリリースしたシングル。

## 概要
ナショナルのビデオデッキ「Hi-Fi マックロード」のCMソングとして鳥山雄司によって書き下ろされた。ジャネットは前年から同CMに出演していたが、その時は鳥山がジャネットっぽい感じで制作した楽曲「CITY SCREAM」が使用され、歌っているのは別の歌手だった。しかし当時マネージャーを務めていた父のジョセフ・ジャクソンが気に入り、同チームでの楽曲制作を依頼したという経緯が鳥山の口から語られている。ラルフ・マッカーシーは作詞を担当している。
翌年のアルバム『コントロール』の日本初回プレス盤に収録されていたものの以降のプレスからは除外され長らく封印状態だったが、2022年の日本企画ベスト・アルバム『ジャネット・ジャクソン ジャパニーズ・シングル・コレクション-グレイテスト・ヒッツ-』に収録された。

## 収録曲
| #  | タイトル                              | 作詞 | 作曲・編曲 | 時間 |
| -- | ------------------------------------- | ---- | ---------- | ---- |
| 1. | 「スタート・アニュー」(Start Anew)    |      |            | 4:19 |
| 2. | 「涙をこらえて」(Hold Back the Tears) |      |            | 3:15 |